# Bökönyi Laura
Bökönyi Laura (Budapest, 1955. szeptember 21. – Budapest, 2008. november 30.) magyar színésznő.

## Életpálya
1977–1980 között a Színház- és Filmművészeti Főiskola hallgatója, osztályvezető tanára: Gábor Pál volt. Főiskoláskén a Vígszínházban volt gyakorlaton. 1980-ban, friss diplomásként Békéscsabán kezdte pályáját, a Békés Megyei Jókai Színházban. 1981-től a debreceni Csokonai Színház, 1983-tól a Népszínház tagja. 1987-től egy évadot a Mikroszkóp Színpadon töltött. 1988-tól a Békéscsabai Jókai Színház színésznője. 
A kilencvenes évek elejétől, két fia születése után mintegy 14 évig szüneteltette művészi pályáját, ekkoriban csak filmekben tűnt fel. 2006-ban tért vissza. 2006 májusától a budapesti Korona Cukrászdában folytatta Mikes Lilla híres Korona Pódium estjeit Új Korona Pódium címmel, ahová az irodalmi és a szellemi élet kiválóságait hívta meg. 2008. november 3-án lépett fel utoljára az Új Korona Pódiumon “Jönnek a harangok értem” című műsorával, beszélt betegségéről  és egyben búcsúzott a közönségtől. Fiatalon, 53 évesen rákban hunyt el.

## Fontosabb színházi szerepei
- Mészöly Miklós: Bunker... Lány
- Barta Lajos: Szerelem... Böske, Szalayék harmadik leánya
- Anton Pavlovics Csehov: Medve... Popova Jelena Ivanovna
- John Whiting: Ördögök... Mater Johanna. a Szent Orsolya zárda főnöknője
- John Steinbeck: Egerek és emberek... Curleyné
- Dale Wasserman – Ken Kesey: Kakukkfészek... Flinn nővér
- Bernard Slade: Jutalomjáték... Sally Haines
- Friedrich Schiller: A genovai Fiesco összeesküvése... Berta, Verrina leánya
- Spiró György: Csirkefej... Nő
- Vörösmarty Mihály: Csongor és Tünde... Ilma
- Móricz Zsigmond – Móricz Virág: Kivilágos kivirradtig... Ráczné
- Csukás István: Ágacska... Ágacska
- Tabi László: A tettes ismeretlen (Enyhítő körülmény)... Klára
- Vaszary Gábor: Bubus... Olga, Pál felesége
- Gábor Andor: Rosszkedved van, papa?... A cseléd
- Vlagyimir Konsztantyinov – Borisz Racer – Szenes Iván: Segítség, válunk!... Mása
- Georges Courteline: Első vizit... Felicia
- Raffai Sarolta: Egyszál magam... Baba
- Presser Gábor – Sztevanovity Dusán – Horváth Péter: A padlás... Süni
- Pancso Pancsev: A négy süveg... Aki járja világot és mesét mond
- Grimm fivérek: Hamupipőke... Aranyka
- Csetényi Anikó: A piros esernyő... Róka Réka
- Gyárfás Miklós Egérút... Mari, erkölcsileg többször megtévedt lány
- Maróti Lajos: Egy válás története... Subert Zsuzsa
- Száraz György: A nagyszerű halál... Damjanichné Csernovits Emília
- Bohák György – Czető Bernát: Jézus Krisztus születése... 1.Angyal
- Joe Masteroff – Fred Ebb – John Kander: Kabaré... Kost kisasszony
- Marc Camoletti: Boldog születésnapot!... Brigitte I.

## Önálló estek
- "Jönnek a harangok értem"  (Új Korona Pódium)
- "Áldalak búval, vigalommal"

## Filmek, tv
- Angi Vera (1979)
- Magyar rapszódia (1979)
- Allegro barbaro (1979)
- Barackvirág (1983)
- Szerencsés Dániel (1983)
- Jób lázadása (1983)
- Hanna háborúja (1988)
- Soha, sehol, senkinek! (1988)
- Freytág testvérek (1989)
- Kis Romulusz (sorozat) 1. rész (1995)
- Éretlenek (sorozat) Hazudj igazat! című rész (1995)
- Hello Doki (sorozat) Nehéz lecke című rész  Kerti ünnepség című rész (1996)
- A tigriscsíkos kutya (2001)
- Kérnék egy kocsit (sorozat) (2000-2002)
- A titkos háború (2002)
- Őslények szigete (2003)
- A Nap utcai fiúk (2007)
- A hortobágy legendája (2008)